# サイボーグ・シティ
『サイボーグ・シティ』(原題：Chrome Angels)は、リー・スコット監督による2009年公開のアメリカ合衆国の映画。

## キャスト
| 役名           | 俳優                     | 日本語吹替 |
| -------------- | ------------------------ | ---------- |
| レディ         | ステイシー・ダッシュ     | 斉藤梨絵   |
| グレチェン     | フリーダ・ファレル       | 葛城七穂   |
| エリオット     | ポール・ル・マット       | 小山武宏   |
| レイラ         | エリザ・スウェンソン     | 小松由佳   |
| K.J.           | クリステン・クイントラル | 水原薫     |
| ゲイター       | ディーン・N・アレヴァロ  | 丹沢晃之   |
| ティンカーベル | ジャッキー・ホール       | 梨花まゆり |
| ダイアナ       | ケイティー・ターネイジ   | 市川ひかる |
| モリー         | ジェシカ・ブロドシ       | 竹内絢子   |

- その他の声の吹き替え：石川綾乃／宮内里砂／黒澤剛史／須藤翔／野川雅史／十河圭祐